# Dragon Ball Z: Attack of the Saiyans
Dragon Ball Z: Attack of the Saiyans, известная в Японии под названием Dragon Ball Kai: Saiyan Invasion (яп. ドラゴンボール改 サイヤ人来襲 Дорагон Бо:ру Каи Саиядзин Раисю), — это видеоигра для Nintendo DS в жанре пошаговой RPG, сюжет которой основан на серии манги и аниме Жемчуг дракона. Игра была разработана компанией Monolith Soft и выпущена Namco Bandai в США и других странах под лейблом Bandai. Игра поступила в продажу в Японии 29 апреля 2009 года, в Австралии 23 октября 2009 года, а в Европе и Северной Америке — в ноябре того же года. Это одна из первых игр серии Dragon Ball, изданная Namco Bandai в Северной Америке. Ранее выпуск осуществляла компания Atari, у которой Namco Bandai выкупила лицензию в июле 2009 года.
Игра получила смешанные отзывы критиков. Так, рецензенты негативно отзывались о боевой системе и визуальных эффектах. Attack of the Saiyans стала третьей в списке самых продаваемых игр Японии за май 2009 года.

## Игровой процесс
В игре присутствует только традиционная двухмерная графика. Attack of the Saiyans имеет три типа локаций: карта игрового мира, непосредственно игровая локация и поле сражения. С помощью карты мира игрок может быстро перемещаться между различными локациями. В игровых локациях игрок перемещается по различным местам (полям, лесам, пещерам). Специальное меню отображает список доступных для использования предметов. Эти предметы могут быть куплены, получены бесплатно или найдены в различных местах (в частности, в сундуках с сокровищами). Во многих игровых локаций есть преграды — например, скалы или кустарник, — которые персонаж может разрушать с помощью энергии Ци. Однако некоторые преграды могут быть разрушены только если персонаж имеет достаточно мощную энергию Ци. При столкновении с врагом весь отряд игрока переносится на отдельное поле битвы. Появляется отдельное меню, отображающее параметры персонажей и возможные для исполнения команды. Практически всё управление осуществляется с помощью джойстика — стилус используется очень редко.
В битве может участвовать не более трёх членов отряда, причём их можно менять в любой момент игры. Для каждого персонажа доступно несколько атак и техник, остальные же заблокированы. Когда игрок выигрывает сражение, каждый член отряда получает небольшой количество Очков способностей (англ. Ability Points, AP). AP используется для открытия новых способностей или для улучшения уже имеющихся. По мере получения и развития способностей для персонажа будут становиться доступными всё новые техники. Для каждого персонажа отображается специальная шкала «Rage Gage» (с англ. — «Уровень ярости»). Эта шкала постепенно заполняется в процессе сражения. Когда она заполнится целиком, соответствующий персонаж может выполнить особую атаку. Если эта шкала заполнилась у двух или более героев, игрок может выполнить комбинированную атаку. После выполнения специальной атаки, уровень заполнения шкалы снова опускается до нуля. Игрок также может блокировать вражеские атаки с помощью Active Guard (рус. Активная защита). Эта способность позволяет выбранному персонажу отразить бо́льшую часть получаемого урона, если игрок успел за мгновение до атаки нажать соответствующую кнопку джойстика.

## Разработка
Игра была анонсирована 22 декабря 2008 года в журнале Weekly Shonen Jump под названием Dragon Ball Z Story: Saiyan Invasion (яп. ドラゴンボールZストーリー サイヤ人来襲 Дорагон Б:ору Дзетто Сут:ори Саиядзин Раисю). В статье говорилось о том, что это будет игра в жанре RPG, разработанная Monolith Soft эксклюзивно для игровой приставки Nintendo DS. Выпуск был назначен на 2009 год; в статье также содержалось несколько предварительных скриншотов. Сообщалось также, что будет только шесть игровых персонажей: Сон Гоку, Сон Гохан, Пикколо, Криллин, Тьен и Ямча. В февральском издании журнала V Jump было объявлено, что название игры будет изменено ввиду появления аниме Dragon Ball Z Kai. 25 мая Namco Bandai в Европе выпустила пресс-релиз, в котором сообщалось, что игра будет продаваться в европейских странах под названием Dragon Ball Z: Attack of the Saiyans.

## Признание и охват
| Сводный рейтинг       | Сводный рейтинг |
| Агрегатор             | Оценка          |
| --------------------- | --------------- |
| GameRankings          | 72,89 %         |
| Metacritic            | 73/100          |
| Иноязычные издания    |                 |
| Издание               | Оценка          |
| 1UP.com               | C+              |
| Famitsu               | 29/40           |
| GameZone              | 7/10            |
| IGN                   | 7,1/10          |
| Nintendo Power        | 8/10            |
| Nintendo World Report | 7,5/10          |
| GMaster               | 70 %            |

Dragon Ball Z: Attack of the Saiyans была выпущена в Японии 29 апреля 2009 года, в Австралии 23 октября 2009 года, в Европе 6 ноября 2009 года и 10 ноября в Северной Америке. В Японии она оказалась третьей в списке самых продаваемых игр за май 2009 года, уступив первых две строчки Kingdom Hearts 358/2 Days и Ace Attorney Investigations, которые также были выпущены для Nintendo DS.
Игра получила достаточно хорошие отзывы критиков. На сайте-агрегаторе Metacritic Attack of the Saiyans набрала 73 балла из 100 возможных, на GameRankings — 72,89 % и 7,5 из 100 на GameStats. Обозреватель IGN назвал игровой процесс Attack of the Saiyans увлекательным, выразив уверенность, что он понравится фанату любого жанра. Однако он также отметил, что игра, скорее всего, увлечёт только любителей серии Dragon Ball. По мнению обозревателя сайта Nintendojo, игра придётся по душе фанатам данного жанра и серии. Однако он отметил, что некоторые комбинированные атаки слишком однообразны, а внезапная потеря контроля над персонажем в некоторых сюжетных сценах может дезориентировать игроков, незнакомых с жанром RPG. Рецензент Kombo высоко оценил боевую систему: по его мнению, она превосходит те, что обычно присутствуют во многих ролевых компьютерных играх. Тем не менее, он назвал Attack of the Saiyans слишком сухой и урезанной, а способность Active Guard, по его мнению, является единственным нестандартным аспектом игры. Журналист Nintendo World Report дал положительную оценку игре, особенно выделив неожиданные сюжетные повороты. Однако он согласился со многими другими обозревателями, заключив, что игра понравится только фанатам серии.